# John Steenhuisen
John Henry Steenhuisen (Durban, 25 de marzo de 1976) es un político sudafricano que ejerce como ministro de Agricultura de Sudáfrica desde julio de 2024, también ejerce como el líder del partido Alianza Democrática desde noviembre de 2020. 
Antes, se ha desempeñado como el vigésimo líder de la oposición desde octubre de 2019 hasta junio de 2024, habiendo servido como líder interino de la Alianza Democrática durante un año. Fue el principal látigo de la oposición oficial desde mayo de 2014 hasta octubre de 2019.

## Biografía

### Primeros años
Nació en Durban y se matriculó en Northwood Boys' High School, una preparatoria de nivel medio en 1993. No tiene título universitario. Una vez dijo ante el Parlamento que se había matriculado en una licenciatura en política y derecho en la Universidad de Sudáfrica en 1994, pero que no pudo terminar el curso debido a circunstancias laborales y financieras.

### Carrera
Comenzó como un activista ordinario del Partido Demócrata (DP) antes de convertirse en miembro.

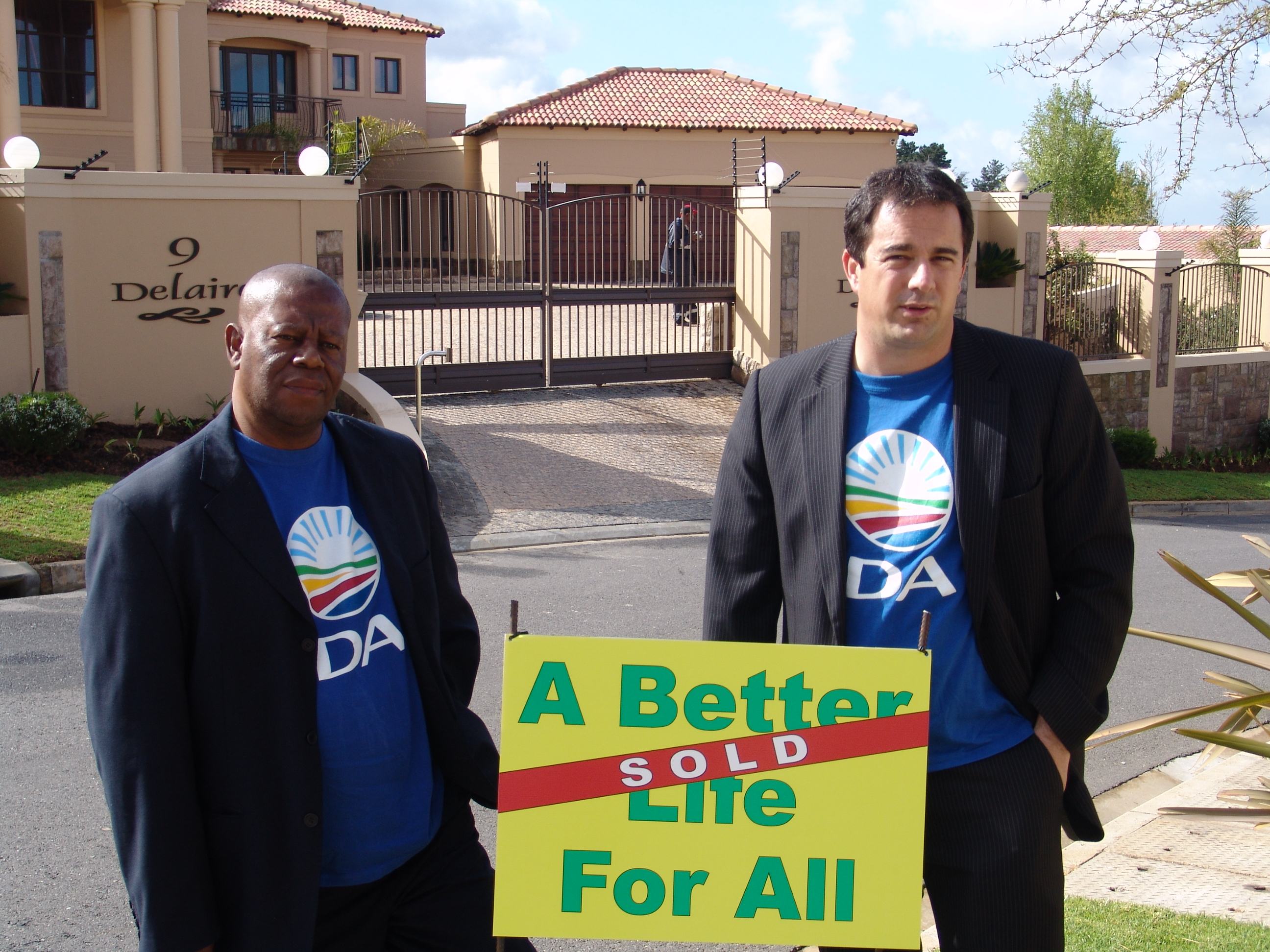
Steenhuisen junto a Winston Rabotapi en 2011.

En 1999, a la edad de 22 años, fue elegido miembro del entonces Ayuntamiento de Durban como concejal del DP por Durban Norte. Era el concejal municipal más joven en ese momento. En las elecciones municipales de 2000, se formó el municipio metropolitano de eThekwini, donde el fue elegido concejal del recién creado partido Alianza Democrática (DA). Continuó desempeñándose como concejal ordinario hasta su nombramiento como líder del grupo del fiscal del distrito en 2006. Ese mismo año, fue asignado para formar parte del comité ejecutivo de la ciudad.
Fue elegido miembro de la Legislatura de KwaZulu-Natal en las elecciones generales de 2009. El grupo entrante del DA lo eligió como líder, reemplazando al veterano del partido, Roger Burrows. En la sesión inaugural, desafió a Zweli Mkhize del Congreso Nacional Africano por el puesto de primer ministro, pero perdió después de recibir 7 votos frente a los 68 votos de Mkhize.
Fue elegido líder provincial de KwaZulu-Natal de la Alianza Democrática en el Congreso Provincial del partido. Ocupó este cargo hasta el 24 de octubre de 2010, después de que anunciara el 18 de octubre su intención de dimitir en medio de la revelación de una relación extramatrimonial. Continuó sirviendo como MPL y líder del grupo del DA hasta su paso a la Asamblea Nacional.

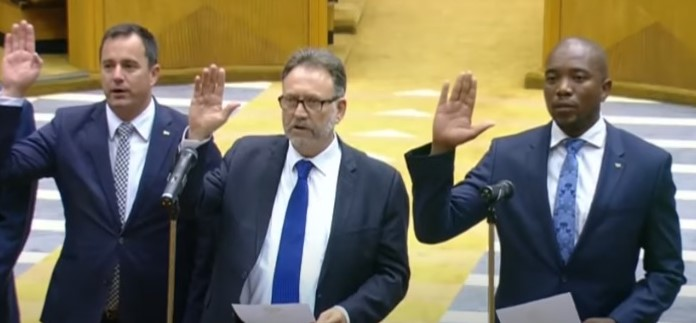
Steenhuisen (izquierda), James Selfe (centro) y Mmusi Maimane prestando juramento el 22 de mayo de 2019.

Se unió a la Asamblea Nacional el 19 de julio de 2011 reemplazando a Mark Steele, un diputado del DA quien, a su vez, asumió el escaño de Steenhuisen en la Legislatura de KwaZulu-Natal. En febrero de 2012, Lindiwe Mazibuko lo nombró como ministro en la sombra de Gobernanza Cooperativa y Asuntos Tradicionales. Actualmente es miembro del Comité de Reglas. Anteriormente se había desempeñado como miembro del Comité Permanente Conjunto sobre Gestión Financiera.
En 2012 anunció su candidatura a vicepresidente del Consejo Federal de la DA. Perdió ante Thomas Walters en el Congreso Federal del partido.
Fue nombrado jefe del grupo parlamentario del DA por Mmusi Maimane el 29 de mayo de 2014. Fue reelegido para el cargo en mayo de 2019. El 1 de noviembre de 2020, fue anunciado como el nuevo líder del partido.
El 1 de noviembre de 2022, anunció su intención de buscar la reelección en el Congreso Federal por el DA en 2023. Lanzó su campaña para la reelección el 19 de noviembre en Ciudad del Cabo. Les dijo a sus seguidores que, si bien las cosas habían mejorado en el DA, todavía había desafíos. También admitió que las coaliciones eran difíciles de gestionar ya que el partido gobierna cuatro de los ocho municipios metropolitanos y varios municipios en todo el país a través de gobiernos de coalición. A pesar del continuo éxodo de líderes negros del partido y de la fuerte influencia de la presidenta del Consejo Federal, Helen Zille, en la toma de decisiones, los analistas políticos consideraban que el ganaría fácilmente la reelección en el Congreso Federal. En el Congreso Federal del partido el 2 de abril de 2023, se anunció que el había ganado un segundo mandato como líder del partido, derrotando a la exalcaldesa de Johannesburgo, Mpho Phalatse.

## Posiciones políticas
Es un conservador liberal. Es el líder de la facción de centro derecha del DA.

## Controversias

### Visita a Ucrania de 2022
En abril de 2022, realizó un viaje de "investigación" de seis días a Ucrania. Su viaje ha sido criticado por muchos que dijeron que debería centrarse en cuestiones locales de Sudáfrica. En respuesta, afirmó que "las críticas por visitar Ucrania no son justas y son inmaduras". Después de negarse inicialmente a revelar los financiadores del viaje, reveló más tarde que el viaje fue financiado por la Fundación Brenthurst. Tras el viaje, ofreció una breve rueda de prensa, en la que no se permitieron preguntas de la prensa.

### Pandemia de COVID-19
Durante la pandemia de COVID-19, la Fiscalía lanzó un canal de información sobre el coronavirus. El 8 de mayo de 2020, pronunció un discurso en el que pidió que se pusiera fin al bloqueo nacional. El calificó el bloqueo como “destructivo” y dijo que “ya no hay justificación para mantener este estricto bloqueo”. También dijo que el fiscal del distrito había escrito al Fondo Monetario Internacional y había presentado una queja a la PAIA para obtener las actas de la decisión del Consejo de Comando Nacional de mantener la prohibición del tabaco.

## Vida personal
Actualmente reside en uMhlanga y es partidario del equipo de rugby Sharks y del club de fútbol AmaZulu FC. Estuvo casado durante 10 años con Julie Steenhuisen (de soltera Wright), una nativa de Durban. Se divorciaron en octubre de 2010 en medio del romance extramatrimonial de Steenhuisen con Terry Beaumont, la esposa del exdirector del fiscal de distrito de KwaZulu-Natal, Michael Beaumont. Tiene dos hijas de su primer matrimonio. Ahora está casado con Terry y tienen una hija juntos. Habla con fluidez inglés y afrikáans.